# Mityng Solidarności z Bośnią i Hercegowiną 1996
Mityng Solidarności z Bośnią i Hercegowiną 1996 – zawody lekkoatletyczne, które odbyły się 9 września na stadionie Koševo w Sarajewie. 
W zawodach rozegranych na wyremontowanym po oblężeniu miasta stadionie Koševo, który w 1984 był areną ceremonii otwarcia i zamknięcia zimowych igrzysk olimpijskich, wystąpili – charytatywnie – zawodnicy z 27 krajów. Zawody obserwowało 50 000 widzów. Promotorem imprezy był Włoch Primo Nebiolo, ówczesny prezydent IAAF, a zawody były pierwszym wydarzeniem sportowym w mieście po zakończeniu wojny i oblężenia. Mityng miał pokazać zaangażowanie Międzynarodowego Stowarzyszenia Federacji Lekkoatletycznych (IAAF) w działania na rzecz pokoju i zrozumienia między narodami. IAAF oraz Międzynarodowy Komitet Olimpijski przekazali w sumie ok. 1,5 miliona dolarów amerykańskich na odbudowę miasta i stadionu.

## Historia

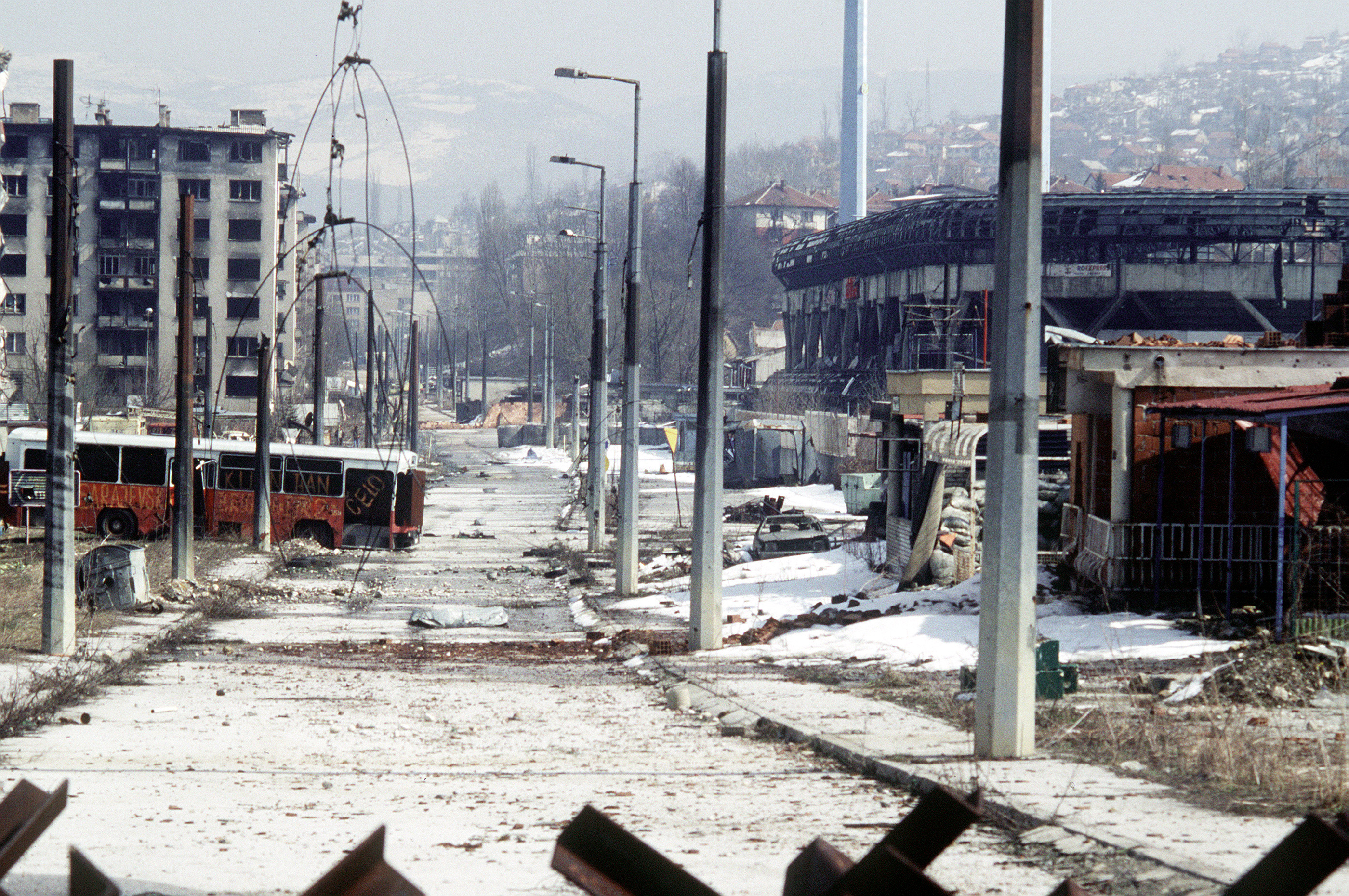
Sarajewo w marcu 1996

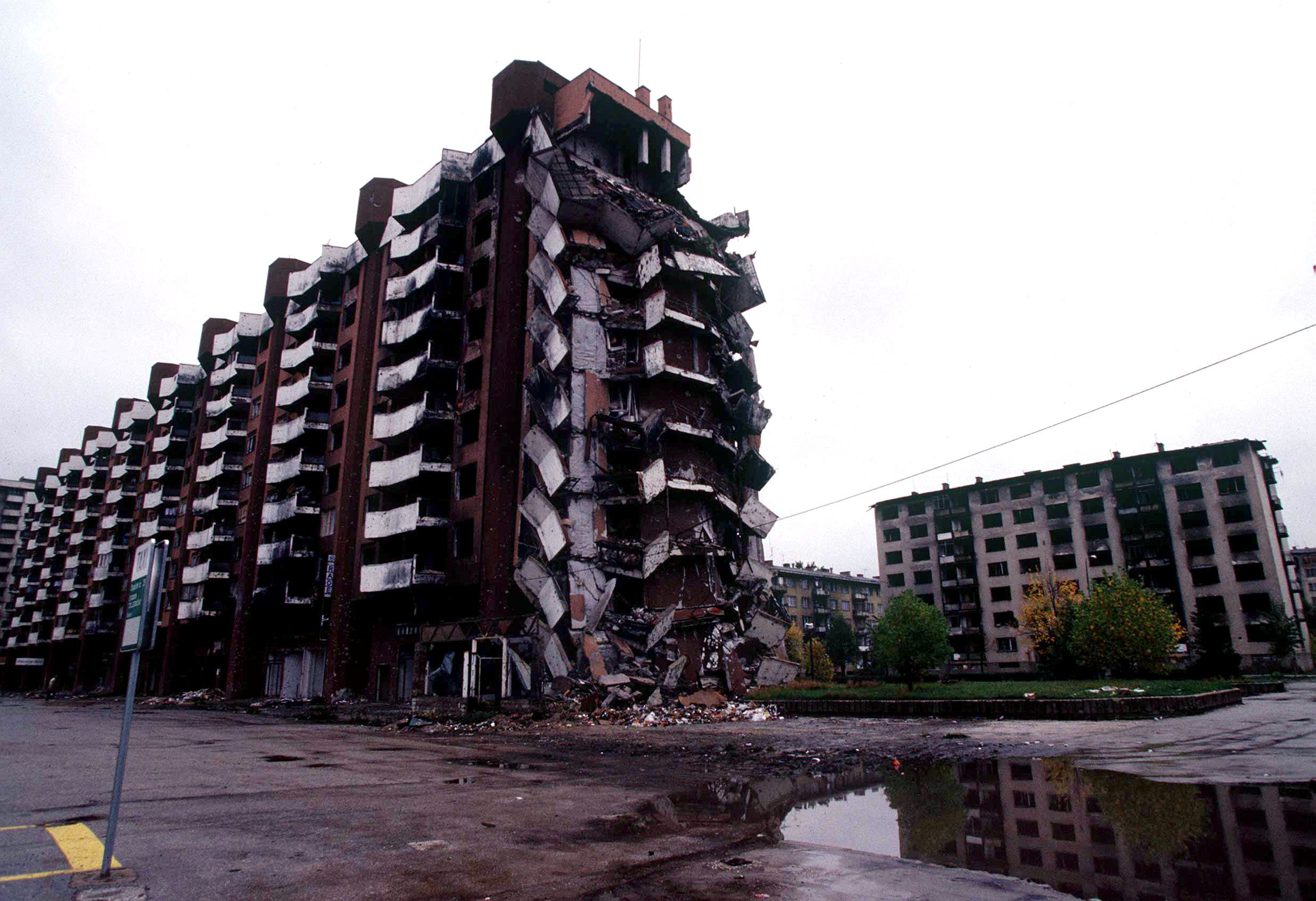
Zniszczone osiedle w Sarajewie (1996)

### Geneza
W marcu 1992 odbyło się w Bośni i Hercegowinie referendum, w którym ponad 64% głosujących opowiedziało się za odłączeniem od Jugosławii i stworzeniem niepodległego państwa. Głosowanie zostało zbojkotowane przez Serbów, stanowiących około połowy ówczesnej ludności Bośni i Hercegowiny, ponieważ było niezgodne z konstytucją Federalnej Republiki Jugosławii. 5 kwietnia 1992 Bośnia i Hercegowina proklamowała niepodległość, po czym szybko została uznana przez wspólnotę międzynarodową. Po tych wydarzeniach góry otaczające położone w dolinie rzeki Miljacka miasto zostały zajęte przez liczące ok. 18 000 żołnierzy wojska serbskie – 2 maja 1992 siły serbskie całkowicie zablokowały miasto. 
W sierpniu 1995 po drugiej masakrze na Markale siły międzynarodowe przystąpiły do działań – 30 sierpnia NATO i ONZ rozpoczęły operację Deliberate Force ukierunkowaną na serbskie pozycje wokół Sarajewa. Atakowane były składy amunicji oraz cele militarne. Powolne wypieranie z Sarajewa Serbów pozwoliło na ponowne uruchomienie w mieście sieci centralnego ogrzewania, elektryczności i bieżącej wody. 14 grudnia 1995 w Paryżu podpisano układ z Dayton, który przyniósł kres oblężeniu. 22 grudnia 1995 tysiące Serbów opuściło okolice Sarajewa, a 29 lutego 1996 siły serbskie ostatecznie opuściły rejon miasta. 
Wedle szacunków w czasie oblężenia w mieście zginęło lub zaginęło ok. 10 000 osób (w tym 1500 dzieci), a dodatkowo liczba rannych została oszacowana na ok. 56 000 osób w tym ok. 15 000 dzieci. Wskutek działań wojennych i przymusowej migracji liczba mieszkańców stolicy Bośni i Hercegowiny zmniejszyła się w 1996 roku w stosunku do początku oblężenia o 64%.

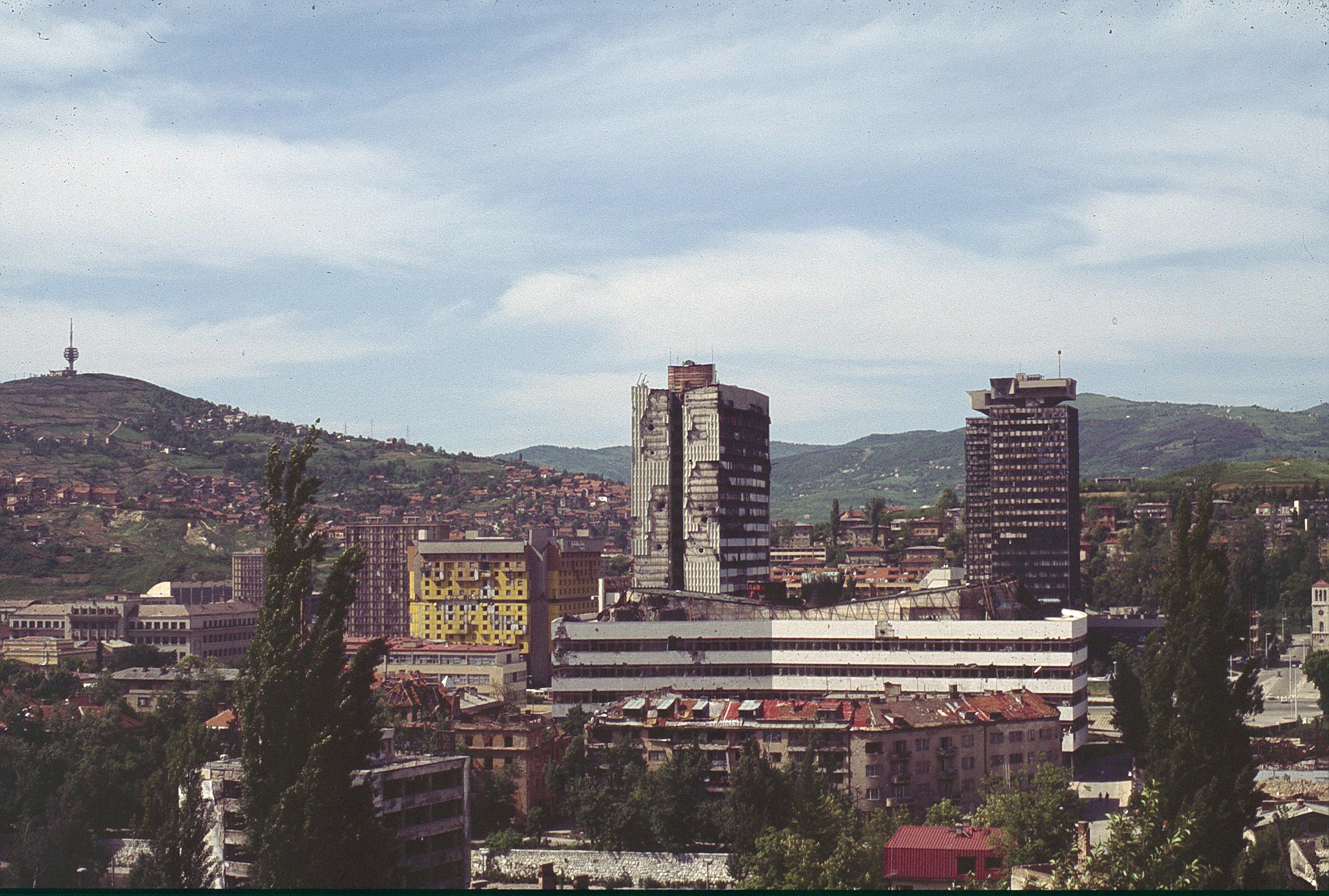
Sarajewo w maju 1996

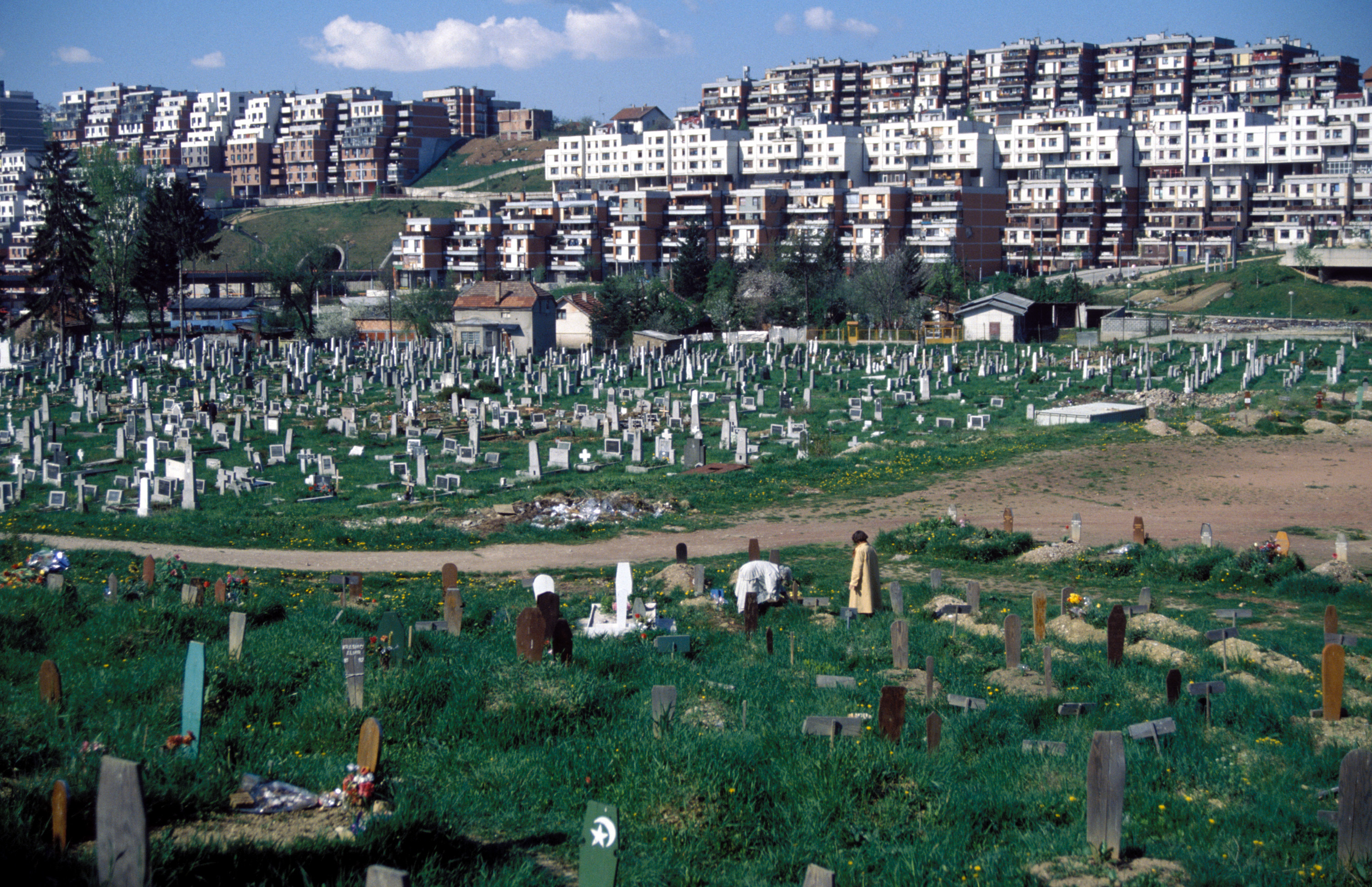
Tereny sportowe w pobliżu stadionu Koševo zamienione na cmentarz

### Przed zawodami
Idea przeprowadzenia zawodów narodziła się na początku maja 1996, a jej propagatorem był szef IAAF Primo Nebiolo. W maju 1996 IAAF podpisał umowy z włoską firmą Mondo na rekonstrukcję bieżni stadionu w Sarajewie oraz z władzami Bośni i Hercegowiny na przeprowadzenie 9 września zawodów na odnowionym obiekcie. Koszty organizacyjne podzieliły między siebie Międzynarodowe Stowarzyszenie Federacji Lekkoatletycznych oraz Międzynarodowy Komitet Olimpijski. Z okazji zawodów wydano okolicznościowy znaczek pocztowy, którego cena wynosiła 300 dolarów, a cały dochód ze sprzedaży miał zostać przekazany na rzecz Związku Lekkoatletycznego Bośni i Hercegowiny. Dzięki umowie z Europejską Unią Nadawców zapewniono transmisje telewizyjne z planowych zawodów.
Początkowo planowano, że mężczyźni będą rywalizować w biegach na 100, 400, 1500 i 5000 metrów oraz skoku wzwyż, skoku o tyczce i pchnięciu kulą, a kobiety w biegach na 100, 400, 1500, 3000 i 100 metrów przez płotki oraz skoku w dal i rzucie oszczepem.
7 września w Mediolanie odbył się finał Grand Prix IAAF – z tych zawodów lotem czarterowym do Bośni i Hercegowiny miało udać się ponad 100 czołowych lekkoatletów. Z wyjazdu na Bałkany zrezygnował dwa dni przed zawodami mistrz olimpijski w biegu na 400 metrów Amerykanin Michael Johnson, który swoją decyzję argumentował obawami o bezpieczeństwo. Algierczyk Noureddine Morceli, który na igrzyskach w Atlancie wygrał bieg na 1500 metrów zrezygnował z wyjazdu z powodu ataku grypy. Rekordzista świata w trójskoku Brytyjczyk Jonathan Edwards nie pojechał do Sarajewa mimo wcześniejszych zapowiedzi, ponieważ w programie zawodów zabrakło jego konkurencji. W ostatniej chwili ze startu wycofała się także Rosjanka Swietłana Mastierkowa. Postawę zawodników, którzy zrezygnowali ze startu w Sarajewie skrytykował szef IAAF Primo Nebiolo.
Wśród zawodników, którzy nie zrezygnowali z przyjazdu do Sarajewa znaleźli się m.in. mistrzowie olimpijscy z Atlanty: Kenijczyk Daniel Komen, Amerykanin Charles Austin oraz Szwedka Ludmiła Engquist. Komen, w wywiadzie udzielonym światowej federacji lekkoatletycznej na początku września, powiedział:

Będę w Sarajewie i wierzę, że jest to bardzo ważne dla wszystkich. Będzie to moja pierwsza wizyta w tym mieście i mam nadzieję, że nawiążę tam bliskie relacje z jego mieszkańcami. Relacje te zawsze będą miały specjalne miejsce w moim sercu.

Jonathan Edwards w sierpniu 1996 zaapelował na łamach włoskiego dziennika Corriere della Sera do zawodników, którzy nie chcieli lub obawiali się wyjazdu do Bośni i Hercegowiny mówiąc:

Rozumiem obawy niektórych moich kolegów, którzy mogą bać się podróży do Sarajewa zaledwie 9 miesięcy po zawieszeniu broni. Ale jaki charakter mamy pokazać startując w Mediolanie w finale Grand Prix IAAF, gdzie są duże nagrody finansowe, ale jednocześnie nie chcąc jechać do Sarajewa w geście humanitarnym?

Sportowcy dotarli do Sarajewa samolotem z Mediolanu po południu w niedzielę 8 września i zostali zakwaterowani w znajdującym się w centrum miasta hotelu sieci Holiday Inn, w którym podczas wojny mieszkali zagraniczni dziennikarze.

### Zawody

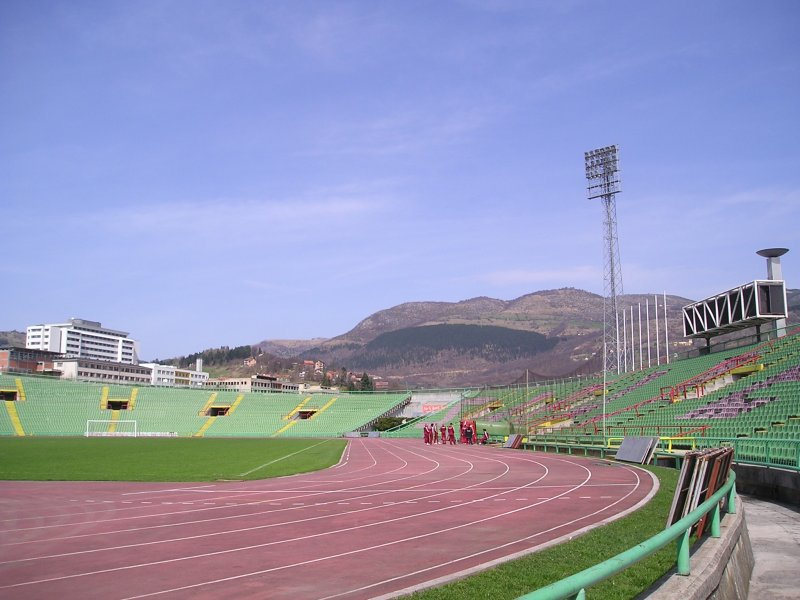
Stadion w Sarajewie – widok współczesny

Kierownikiem komitetu organizacyjnego był premier Bośni i Hercegowiny Haris Silajdžić. Mityng odbył się w poniedziałek 9 września. Na stadion przybyli m.in. prezydent Bośni i Hercegowiny Alija Izetbegović oraz zastępca szefa MKOlu Australijczyk Kevan Gosper, który zastąpił chorego Hiszpana Juana Antonio Samarancha. W słowach wstępnych Primo Nebiolo powiedział:

Witamy z powrotem Sarajewo. Witamy ponownie w świecie lekkiej atletyki! Witamy ponownie w świecie sportu.

Słowa Włocha zostały przyjęte owacją i płaczem. Podczas uroczystego otwarcia stadionu na płycie obiektu wystąpiły tańczące dzieci, a odnowiony ze środków MKOl i IAAF stadion został oficjalnie otwarty i przekazany przez światową federację Związkowi Lekkoatletycznemu Bośni i Hercegowiny.
Zawody rozpoczęły się o godzinie 15:30 czasu środkowoeuropejskiego. Podczas mityngu Kenijczyk Vincent Malakwen uzyskał najlepszy na świecie wynik w 1996 w biegu na 1000 metrów – 2:15,89, czym poprawił swój rekord życiowy o 0,31 s. Lekkoatleci wyjechali z miasta wieczorem 9 września. Amerykański skoczek wzwyż Charles Austin powiedział po opuszczeniu Sarajewa:

Nie mogłem udawać, że nie widziałem wydarzeń z tego kraju w telewizji, ale byłem pewien, że jestem tam bezpieczny.

Mityng był niezwykle trudną i kosztowną do zorganizowania misją ruchu lekkoatletycznego w mieście, które w ostatnich latach było areną przemocy. Zawodnicy, którzy wystartowali w Sarajewie nie otrzymali żadnych nagród finansowych ani rzeczowych – nagrodą dla nich miały być uśmiech i łzy, które mieli zapamiętać na całe życie.

## Rezultaty

### Mężczyźni
| Konkurencja:   | 1. miejsce         | Rezultat | 2. miejsce      | Rezultat | 3. miejsce       | Rezultat | Źródło |
| Bieg na 100 m  | Osmond Ezinwa      | 10,34    | Darren Campbell | 10,52    | Deji Aliu        | 10,67    | [ 24 ] |
| Bieg na 400 m  | Sunday Bada        | 46,25    | Samson Yego     | 46,66    | Norberto Téllez  | 46,85    | [ 24 ] |
| Bieg na 1000 m | Vincent Malakwen   | 2:15,89  | William Tanui   | 2:16,60  | Robert Kibet     | 2:16,80  | [ 24 ] |
| Bieg na 1500 m | Hicham El Guerrouj | 3:34,38  | Daniel Komen    | 3:35,16  | John Kosgei      | 3:35,78  | [ 24 ] |
| Bieg na 2000 m | John Mayock        | 5:00,91  | Salah Hissou    | 5:00,95  | Ismaïl Sghyr     | 5:02,69  | [ 24 ] |
| Skok wzwyż     | Charles Austin     | 2,27     | Steinar Hoen    | 2,24     | Wolfgang Kreißig | 2,21     | [ 24 ] |
| Skok o tyczce  | Maksim Tarasow     | 5,70     | Pat Manson      | 5,50     | Igor Trandienkow | 5,50     | [ 24 ] |
| Rzut młotem    | Balázs Kiss        | 77,60    | Ilja Konowałow  | 75,48    | Zsolt Németh     | 72,30    | [ 24 ] |

### Kobiety
| Konkurencja:               | 1. miejsce       | Rezultat | 2. miejsce              | Rezultat | 3. miejsce        | Rezultat | Źródło |
| Bieg na 100 m              | Chioma Ajunwa    | 11,43    | Marina Trandienkowa     | 11,52    | Żanna Pintusewicz | 11,69    | [ 24 ] |
| Bieg na 400 m              | Olabisi Afolabi  | 53,60    | Orit Kolodni            | 53,97    | Fiorella Ferrari  | 56,34    | [ 24 ] |
| Bieg na 1500 m             | Carla Sacramento | 4:15,37  | Jekatierina Podkopajewa | 4:15,57  | Anna Brzezińska   | 4:15,82  | [ 24 ] |
| Bieg na 100 m przez płotki | Ludmiła Engquist | 12,78    | Brigita Bukovec         | 12,98    | Julie Baumann     | 13,48    | [ 24 ] |
| Skok w dal                 | Chioma Ajunwa    | 6,60     | Renata Nielsen          | 6,24     | Jelena Sinczukowa | 6,16     | [ 24 ] |